# Debut
Albums de Björk
Björk
(1977) Post
(1995)
Debut est le deuxième album studio de la chanteuse islandaise Björk. Il fut commercialisé en juillet 1993 (sous les labels Elektra Records pour les États-Unis et One Little Indian pour le reste du monde). Il s'agit de son premier album en solo depuis son départ du groupe The Sugarcubes et également le premier depuis l'album homonyme en 1977.
Cinq singles en sont issus : Human Behaviour, Venus as a Boy, Play Dead, Big Time Sensuality et Violently Happy.

## Production
Encore chanteuse dans le groupe de rock islandais The Sugarcubes, Björk tenta une approche avec Ásmundur Jónsson et le producteur Derek Birkett avec sa démo, sur laquelle elle avait travaillé seule. La démo présentait les chansons Aeroplane et The Anchor Song. Après la séparation du groupe The Sugarcubes, la chanteuse déménagea à Londres et y peaufina l'album avec Derek Birkett. Plusieurs des chansons apparaissant dans l'album Debut, comme Human Behaviour avaient déjà été écrites durant l'adolescence de la chanteuse. Elle les avait mise de côté puisqu'elle était « dans des groupes punk et ces chansons n'étaient pas punk ». La moitié des chansons du futur Debut étaient déjà écrites, mais aucune musique ne les accompagnait. Sans producteur, elle continua à écrire des chansons, avec Graham Massey de 808 State, chez un ami à Manchester. Ces chansons, Army of Me et The Modern Things, seront incluses dans l'album suivant, Post. En décembre 1993, pour Vox, elle dit de ses premières collaborations pour Debut : « [...] J'ai tout fait par moi-même, avec toutes les personnes qui étaient concernées, comme les ingénieurs du son, les étudiants en claviers et Oliver Lake; je leur ai dit: Écoutez, il n'y a pas encore de budget, si vous êtes intéressés, il faut l'être pour vous-même et si cela est inclus dans l'album, vous serez payés. Oliver Lake était intéressé [...] J'ai ensuite pris Derek Birkett à part, dans l'un de ses bons jours, et je lui ai dit: Écoute Derek, je veux faire un album, mais cela ne sera pas comme tu penses que ça sera, parce que je ne suis pas d'humeur à faire plaisir à qui que ce soit, et cela ne sera pas un album facile à vendre. » Plus tard, en 1995, pour ZTV, elle dira que cet album « était toutes les chansons que j'ai écrites durant dix années, chez moi, en Islande, après que mon fils se soit couché. Elles étaient vraiment intimes, comme des petites expérimentations. C'était comme un journal intime, quelque chose qui vous gardait en bonne santé, plutôt que de vouloir en parler à tout le monde. »
Alors qu'elle créé des chansons plutôt orientées électronique avec Graham Massey, Björk a le désir de faire appel à des producteurs de jazz. Le producteur Paul Fox (qui avait travaillé avec le groupe The Sugarcubes) lui présenta la harpiste jazz Corky Hale (la collaboration a été acceptée par cette dernière parce que sa belle-fille était fan du groupe The Sugarcubes, et qu'elle insista pour qu'elle travaille avec elle). Avec elle, Björk enregistra des standards du jazz comme I Remember You et Like Someone in Love (ce dernier apparaîtra dans l'album). Oliver Lake fut aussi contacté pour enregistrer un nouveau standard jazz Life Is Just a Bowl of Cherries avec son groupe de jazz, The World Saxophone Quartet. La chanson devait être utilisée pour la bande originale du film La P'tite Arnaqueuse, mais l'idée fut abandonnée. Mais ces rencontres firent que l'album fut produit par Paul Fox et arrangé par le groupe de jazz. Björk contacta Lake pour travailler avec des saxophonistes à Londres. La contribution est entendue dans les chansons Aeroplane et The Anchor Song.
Au début, Björk avait comme idée d'avoir plusieurs producteurs sur son album, jusqu'à ce que son petit ami de l'époque lui présente le producteur Nellee Hooper. Elle était sceptique au départ, parce que celui-ci avait travaillé avec Massive Attack et Sinéad O'Connor auparavant, notamment, et en dit : « Je pensais que Nellee était trop “de bon goût” pour moi. Mais après je l'ai rencontré et fait sa connaissance et j'ai écouté ses idées fabuleuses ». Leurs idées étaient très similaires, alors elle cessa de collaborer avec Paul Fox et Graham Massey. Puis, Hooper présenta la chanteuse au programmateur Marius De Vries et son studio technologique. Ce dernier donna à Debut son côté moderne avec les synthétiseurs et claviers.
Nellee Hooper a produit les dix premiers titres de l'album, a coproduit Like Someone in Love avec Björk et celle-ci a produit The Anchor Song. L'album fut terminé au début de l'année 1993, après plusieurs sessions en studio avec Hooper.

### Signification deDebut
L'expression « debut album » désigne le premier album d'un artiste ou d'un projet. Cet album est en réalité le deuxième de la chanteuse, mais peut-être ne prenait-elle pas Björk, qu'elle a fait à l'âge de 12 ans, en considération.

## Musique et paroles
Human Behaviour, (littéralement « Le comportement humain »), le premier titre de l'album, est la description du comportement humain vu par un animal, comme ceci est montré dans le clip.
Ce titre contient un sample de Go Down Dying, par Antônio Carlos Jobim.
Venus as a Boy, (« Vénus en garçon ») le deuxième single tiré de l'album, parle du petit ami de l'époque de la chanteuse, Dominic Thrupp, le décrivant comme sensible, sexy, sensuel, en bref Vénus en garçon. La musique pour ce titre s'agrémente de percussions asiatiques, de quelques violons et de quelques sons électroniques au passage.
Big Time Sensuality (« Merveilleux divertissement de la sensualité »), parle également de sensualité, mais la musique est très différente du titre précédent. La chanteuse est accompagnée de batterie, d'instruments à cuivre, de sons électroniques en tous genres, et vers la fin du morceau, d'un saxophone.
One Day (« un jour »), titre non paru, parle du jeune fils de Björk, Sindri. Elle lui rend un hommage et lui prédit un avenir fabuleux, cette chanson est marquée de percussions, d'un cor, et au début, d'une voix d'enfant (ce concept avec la voix d'enfant sera repris sur la chanson Mouth's Cradle sur l'album Medúlla dédié au deuxième enfant de Björk, Isadora), et de musique électronique.
Like Someone in Love (« Comme quelqu'un amoureux ») parle d'amour, et la musique n'est composée que d'une harpe.
There's More to Life Than This (« La vie est plus que ça ») parlerait d'une expérience de la chanteuse concernant une fête qu'elle aurait quitté avec son amie, trouvant la fête trop ennuyeuse à leur gout. La version présente sur l'album a été enregistrée au toilettes du Milk Bar, à Londres, tandis que la version originale, intitulée Non-Toilet Mix est disponible sur le single Human Behaviour.
D'autres morceaux jazzy, tels que Aeroplane ou The Anchor Song ont été écrits avant l'album.
Play Dead (« Jouer à la morte »), l'un des titres bonus des éditions britannique et japonaise ainsi que de l'édition ré-éditée, quant à lui, fait partie de la piste sonore du film The Young Americans. Ce titre fait entendre au début des bruits de pas, de violentes percussions, et en même temps des violons jouant une musique mélancolique. Un piano se fait également entendre à un moment de la chanson.

## Commercialisation
L'album fut un véritable succès, et se vendit à près de 3 millions d'exemplaires dans le monde. Il est à ce jour l'album le plus vendu de la chanteuse.

## Critique
L'album ne reçut quasiment que d'excellentes critiques par les magazines musicaux.

## Liste des pistes
| #  | Titre                          | Auteur(s)                      | Durée |
| -- | ------------------------------ | ------------------------------ | ----- |
| 1  | Human Behaviour                | Björk, Nellee Hooper           | 4:10  |
| 2  | Crying                         | Björk, Nellee Hooper           | 4:52  |
| 3  | Venus as a Boy                 | Björk                          | 4:42  |
| 4  | There's More to Life Than This | Björk, Nellee Hooper           | 3:21  |
| 5  | Like Someone in Love           | Johnny Burke, James Van Heusen | 4:33  |
| 6  | Big Time Sensuality            | Björk, Nellee Hooper           | 3:56  |
| 7  | One Day                        | Björk                          | 5:21  |
| 8  | Aeroplane                      | Björk                          | 3:56  |
| 9  | Come to Me                     | Björk                          | 4:55  |
| 10 | Violently Happy                | Björk, Nelle Hooper            | 4:59  |
| 11 | The Anchor Song                | Björk                          | 3:31  |

Bonus au Royaume-Uni et version ré-éditée 
12. Play Dead - 3:55 (Björk, David Arnold, Jah Wobble)

 Bonus au Japon 
12. Atlantic - 2:04 (Björk, David Arnold, Jah Wobble) 
13. Play Dead - 3:58 (Björk, David Arnold, Jah Wobble)

## Singles
- Human Behaviour, sorti le 7 juin 1993
- Venus as a Boy, sorti le 23 aout 1993
- Play Dead, sorti le 11 octobre 1993
- Big Time Sensuality, sorti le 22 novembre 1993
- Violently Happy, sorti le 7 mars 1994

## Classements
| Chart (1993)       | Meilleure position |
| ------------------ | ------------------ |
| Australie          | 10                 |
| Autriche           | 27                 |
| France             | 25                 |
| Norvège            | 9                  |
| Nouvelle-Zélande   | 5                  |
| Pays-Bas           | 5                  |
| Suède              | 2                  |
| Suisse             | 18                 |
| UK Albums Chart    | 3                  |
| US Top Heatseekers | 1                  |
| US Billboard 200   | 61                 |

## Personnel
Production
- Björk - productrice
- Paul Corkett, Howie B, Hugo Nicolson, Brian Pugsley, Al Stone, Paul Wertheimer, Jim Abbiss, Dave Burnham, Brian Pugsley, Paul Wertheimer, H. Shalleh - ingénieurs du son
- Nellee Hooper - production, ingénieur du son
- Mark Warner, Goetz Botzenhardt, Pete Lewis, Jon Mallison, Tim Dickenson, Andy Bradford, Oggy, Jim Bob - assistants ingénieurs
- Jean-Baptiste Mondino - photographie
- Mike Marsh - mastering

Instruments
- Garry Hughes - claviers, orgue Hammond, programmation
- Oliver Lake - cuivres, arrangements
- Corky Hale - harpe
- Björk - claviers, arrangements
- Gary Barnacle, Mike Mower - cuivres
- Marius De Vries, Martin Virgo, Paul Waller - claviers, programmation
- Nellee Hooper, Bruce Smith - batterie, percussions
- Luis Jardim - basse, percussions, tambours
- Talvin Singh - cordes, tabla
- Jon Mallison - Guitare
- Jhelisa Anderson - choriste